# Agdal (Garten)

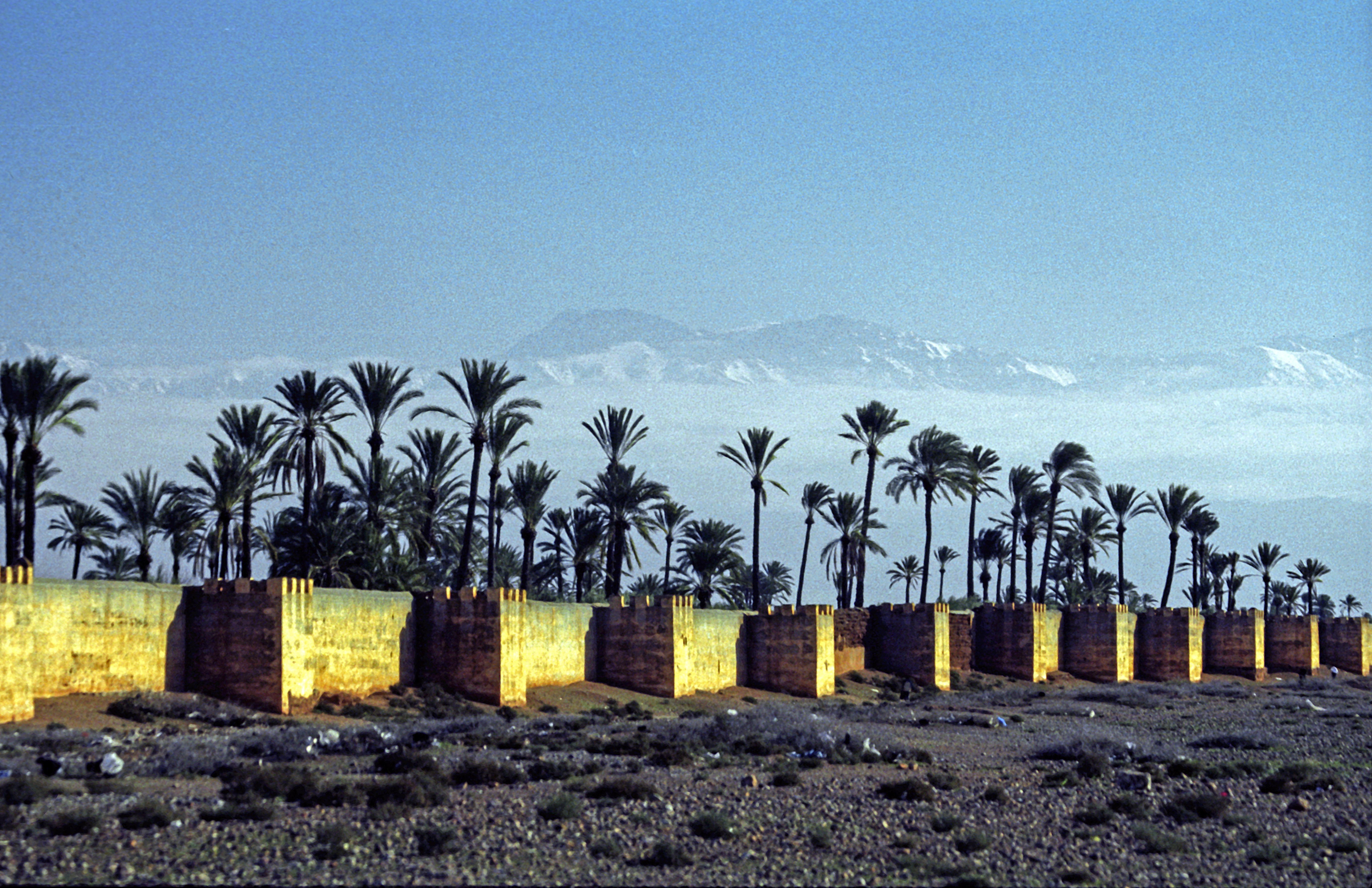
Ummauerter Dattelpalmenhain in Marrakesch

Ein Agdal ist eine Gartenanlage mit zentralem Wasserbecken, die typisch für die Almohaden ist.

## Bezeichnung
Das Wort agdal stammt aus der Sprache der Berber und bezeichnet eine ummauerte Aue. Die Grundbedeutung deckt sich mit dem arabischen ḥarām, also ein Bereich mit kontrolliertem Zugang unter kollektiver Kontrolle. Unter den Alawiten wurde der Begriff auch für Güter und Obstgärten der Herrscher im städtischen Bereich gebraucht.

## Aufbau
Im klassischen Agdal werden ein oder mehrere Wasserbecken durch Aquädukte, Regenwasser und Grundwasser gespeist und versorgen ihrerseits einen ummauerten Obstgarten, der in rechtwinklige Abteilungen (jannât) gegliedert ist. Außerdem stellen sie die Wasserversorgung des zugehörigen Palastes und der Stadt sicher. Solche Gärten umgaben die Paläste der almohadischen Sultane. Sie waren mit einer von Türmen bewehrten Mauer umgeben.

## Geschichte
Der erste Agdal-Garten wurde von 1157 von al-Hâj Ya'îsch aus dem Stamm der Gedmîwa für den Almohaden-Herrscher Idris I. al-Ma'mun in Marrakesch angelegt, das Muster dann in alle Teile des Reiches übertragen. Diese Gärten waren ein Symbol der almohadischen Sultane und ihrer Herrschaft über die Natur zugunsten ihrer Untertanen.
Agdal-Gärten gibt es so unter anderem in Marrakesch, Rabat, Ceuta, Gibraltar und Sevilla. Auch viele portugiesische Gärten weisen große Wasserbecken nach dem Muster des Agdal auf, so der Quinta da Bacalhoa in Azeitão aus dem 16. Jahrhundert. Um den Agdal in Sevilla anzulegen, wurden durch al-Hâj Ya'îsch die römischen Bewässerungsanlagen wieder in Betrieb gesetzt.
Im Jahr 1674 wurde unter Mūlāy ʾIsmāʿīl ein Agdal in Meknès erbaut. Er wurde mit Wasserrädern bewässert, das zentrale Becken war 340 × 149 m groß. Um 1900 entstand ein weiterer Agdal in Marrakesch (Bahia-Palast).